# Endolito

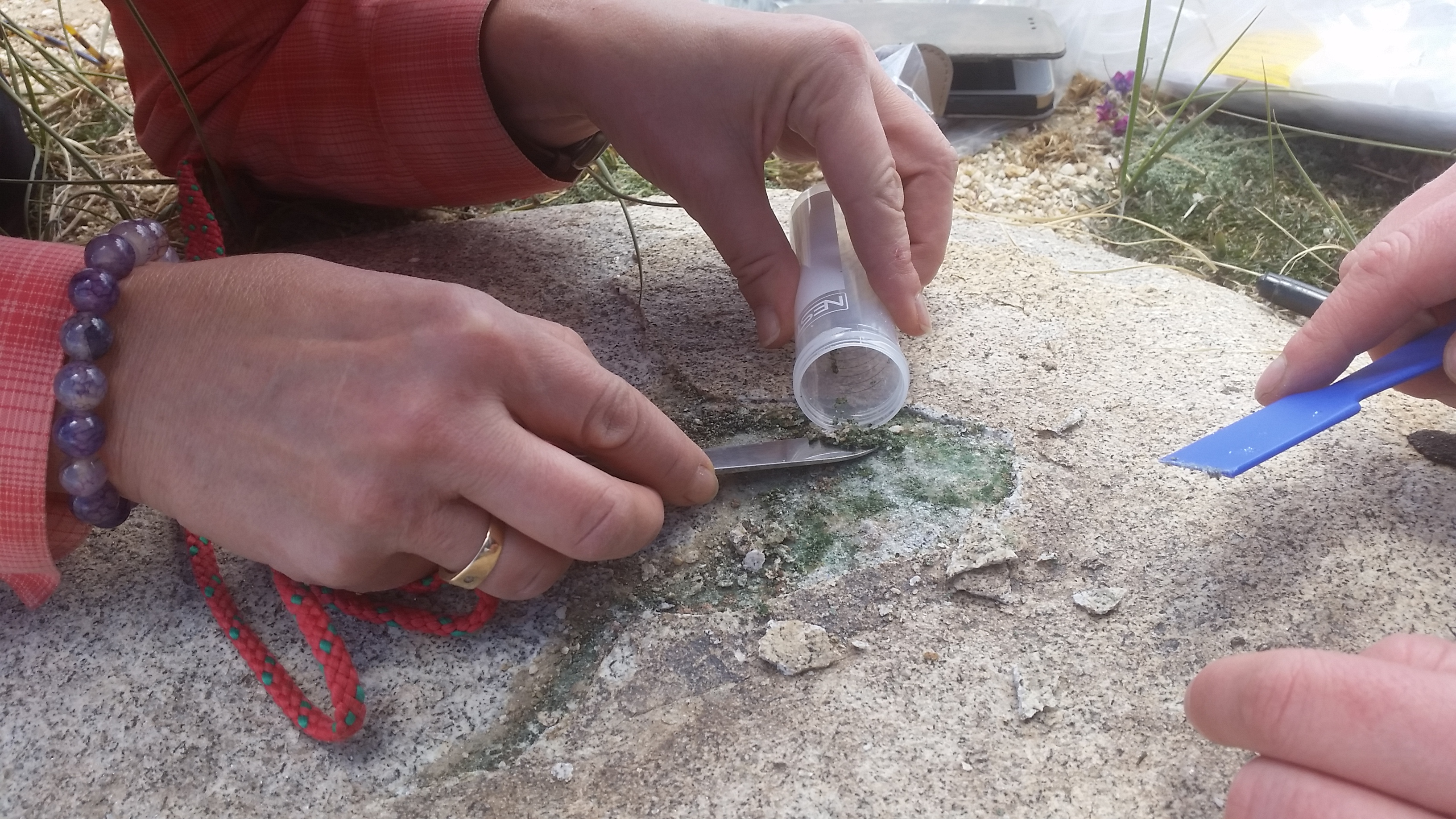
La imagen muestra a M.Sci. Natalia Khomutovska bajo la supervisión de Dr.Sci. Iwona Jasser, en busca de cianobacterias en lo alto del mundo. Las cianobacterias endolíticas, también conocidas como "piedras vivas", se esconden en rocas de granito, capturadas bajo la atenta mirada de la investigadora.

Un endolito es un organismo (archaea, bacteria, fungus, liquen, alga o ameba) que vive dentro de una roca, coral, exoesqueleto, o en los poros entre los granos minerales de una roca. Muchos son extremófilos; viviendo en sitios que antiguamente se pensaba que eran inhóspitos. Son especialmente estudiados por los astrobiólogos, quienes poseen teorías según las cuales los medio ambientes endolíticos en Marte y otros planetas constituyen refugios potenciales para comunidades microbianas extraterrestres.

## Clasificación
El término "endolito", que se refiere a un organismo, que coloniza el interior de todo tipo de roca, ha sido clasificado en tres clases:
- Casmoendolito: coloniza fisuras y grietas en la roca (gr. χάσμα = grieta)
- Criptoendolito: coloniza cavidades estructurales dentro de rocas porosas, incluidos espacios producidos y desarrollados por euendolitos (gr. κρύπτos = escondido)
- Euendolito: penetra activamente en el interior de las rocas formando túneles que se amoldan a la forma de su cuerpo, organismo que taladra la roca (gr. εὐ = bueno, verdadero)

## Medio ambiente
Se han encontrado endolitos en rocas a una profundidad de 3 km bajo la superficie de la Tierra, aunque se desconoce si ese es su límite (ya que la excavación hasta dichas profundidades es muy costosa). La principal amenaza a su existencia no parece ser la presión que existe a dichas profundidades, sino las altas temperaturas. Basándose en los organismos hipertermófilos, la temperatura límite es de unos 120°C (la Strain 121 recientemente descubierta se reproduce a 121 °C), lo cual limitaría la profundidad posible a 4-4.5 km por debajo de la corteza continental, y a 7 o 7.5 km por debajo del fondo oceánico. También se han encontrado organismos endolíticos en la superficie de rocas en regiones de humedad extremadamente baja (Hipólito) y bajas temperaturas (Psicrófilo), incluidos los Valles secos y el permafrost de la Antártida.

## Supervivencia
Los endolitos sobreviven alimentándose de trazas de hierro, potasio, o azufre. (Véase litotrofo.) Todavía no se sabe si es que metabolizan estas substancias en forma directa desde la roca, o si en cambio excretan un ácido para primero disolverlas. El Ocean Drilling Program ha encontrado trazas microscópicas en el basalto de los océanos Atlántico, Índico, y Pacífico que contiene ADN. Se han descubierto algunos endolitos fotosintéticos. 
Dado que la disponibilidad de agua y de nutrientes es muy escasa en los medios ambientes donde se asientan los endolitos, los mismos poseen un ciclo reproductivo muy lento. Ciertas investigaciones preliminares parecen indicar que algunas variedades sufren procesos de división de células con una frecuencia de una vez cada cien años. La mayoría de su energía es utilizada reparando el daño celular causado por rayos cósmicos o racemización, por lo que queda una muy pequeña cantidad disponible para reproducción o crecimiento. Se cree que de esta manera logran sobrevivir a los largos períodos de las glaciaciones, incrementando su metabolismo cuando la temperatura de la zona asciende.

## SLiME
Como la mayoría de los endolitos son autótrofos, pueden producir compuestos orgánicos esenciales para su supervivencia por sí mismos a partir de materia inorgánica. Inevitablemente, algunos endolitos se han especializado en alimentarse de sus parientes autótrofos. El biotopo microscópico donde estas diferentes especies endolíticas cohabitan es denominado SLiME (por sus siglas en inglés: Subsurface Lithotrophic Microbial Ecosystem, en español:  Ecosistema microbiano litotrófico subsuperficial).